# Кладбище домашних животных 2
«Кладбище домашних животных 2» (англ. Pet Sematary Two) — американский фильм ужасов 1992 года режиссёра Мэри Ламберт, продолжение фильма 1989 года «Кладбище домашних животных». В книге Стивена Кинга «Кладбище домашних животных», которая послужила основой для первого фильма серии, этого эпизода нет, поэтому сюжет фильма основан на оригинальном сценарии.
Премьера фильма состоялась 28 августа 1992 года. В США сборы от проката фильма составили 17 092 453 долларов.
По мнению критиков, в ленте удались спецэффекты — в противовес связности повествования и раскрытию персонажей.

## Сюжет
На съёмках фильма актриса Рене Хэллоу погибает от удара электрическим током. Её сына Джеффа Мэттьюза отправляют под опеку к отцу Чейзу. У Джеффа с ним плохие отношения, и общение не складывается даже после смерти матери. Ситуацию накаляет стычка Джеффа с Марджори, у которой сложились неоднозначные отношения с Чейзом. 
В ветеринарной клинике, где Чейз работает врачом, кошка, которую он лечил, родила котят. Джефф берёт одного котёнка себе. Вскоре в клинике появляется Дрю Гилберт вместе со своим отчимом, местным шерифом Гасом, они приносят собаку на лечение.
В школе у Джефа неприятности: к нему цепляется банда местных хулиганов во главе с Клайдом Паркером. После занятий тот замечает, что Джефф принес котёнка, и похищает его. Джефф начинает гнаться за Клайдом, и у них случается драка, в которой Клайд побеждает. Когда он уходит, Джефф идёт на поиски котёнка и находит его на Кладбище домашних животных. На обратном пути он встречает Дрю. Они становятся друзьями.
Ночью пёс Дрю начинает лаять, и Гас в злости берёт ружьё и стреляет в пса. Пёс погибает на руках Дрю. На следующий вечер Дрю идёт на Кладбище домашних животных похоронить пса. По дороге, он встречает Джеффа, и они отправляются вдвоём. Дрю рассказывает, что недалеко от кладбища есть более древнее кладбище Индейцев Микмаков. Согласно легенде, если похоронить кого-нибудь на этом кладбище, то он оживёт и вернётся. Они хоронят пса именно там и идут домой. Ночью в дом Дрю возвращается пёс, но Дрю понимает, что его любимец уже не тот что раньше: он ведёт себя очень агрессивно и ужасно смердит гнилью. Парни показывают пса Чейзу, и он берёт необходимые анализы.
Наступает Хэллоуин, и дети собираются на кладбище. Клайд Паркер рассказывает историю про врача Луиса Крида (Луис Крид — главный персонаж первого фильма). Внезапно появляется Гас. Он находит Дрю, и хочет его избить, но пес Дрю кидается и убивает его. Дрю и Джефф идут хоронить Гаса на кладбище Микмаков. Ночью Гас возвращается в дом и насилует свою жену. Анализ, высланный специалисту от Чейза показал, что собака мертва, и Чейз решает обратиться к тому, кто был ветеринаром до него. Старик рассказывает все что знает и настоятельно рекомендует покинуть город, иначе Чейз покончит как Крид.
Когда Джефф едет на велосипеде в школу, внезапно на него нападает Клайд. Он валит Джеффа на землю и хочет изуродовать ему лицо рабочим колесом велосипеда, но Джеффа спасает Гас. Джефф уезжает обратно, а Гас жестоко расправляется с Клайдом. Когда тот умирает, Гас замечает, что за ним наблюдает Дрю, и начинает погоню. Дрю забегает домой, где тщетно пытается скрыться от Гаса, и выпрыгивает в окно. К дому подъезжает мать Дрю, но погоня продолжается. Гас убивает их, толкнув машину под колёса грузовика. После он приходит к трупу Клайда и оттаскивает его на кладбище микмаков.
Джефф и Гас решают похоронить мать Джеффа на кладбище микмаков. Ночью Гас откапывает мать Джеффа и тащит её туда. Когда Чейз идёт домой, на него нападает собака Дрю, и он убивает её выстрелом. После на него нападает Гас. Чейз тяжело ранен, но всё же убивает нападавшего. Он заходит в дом. На чердаке сидит одетый в смокинг Джефф, а рядом с ним его мать Рене. Джефф намерен остаться с матерью. Внезапно появляется Клайд с изуродованным лицом. У Джеффа и Клайда случается стычка, Джефф убивает его, а Рене поджигает дом. Она умоляет Джеффа и Чейза умереть и не оставлять её одну, но они уходят. Тогда Рене сгорает в огне. После Чейз закрывает свою больницу и вместе с Джеффом уезжает из города.
Фильм заканчивается на словах Джеффа: «Можно ли смириться со смертью родных? С этим невозможно смириться».

## В ролях
- Эдвард Фёрлонг — Джефф Мэттьюз
- Энтони Эдвардс — Чейз Мэттьюз, отец Джеффа, ветеринар
- Джейсон МакГуайр — Дрю Гилберт, друг Джеффа
- Клэнси Браун — Гас Гилберт, отчим Дрю, местный шериф
- Дарлэнн Флюгел — Рене Хэллоу, мать Джеффа, актриса
- Лиза Уолц — Аманда Гилберт, мать Дрю, жена Гаса
- Джаред Раштон — Клайд Паркер, школьный хулиган
- Сара Триггер — Марджори Гаргроув
- Джим Пек — Квентин Иоландер
- Лен Хант — Фрэнк, режиссёр
- Рид Бинион — Брэд
- Дэвид Ратайзак — Стиви

## Награды и номинации
- 1993 — Сатурн — Эдвард Ферлонг — номинация на премию лучший молодой актёр или актриса.
- 1993 — Кинофестиваль в Авориазе — номинация на премию.

## Музыка
В фильме звучали песни:
- «I’ve Got Spies» — Dramarama[англ.]
- «Revolt» — The Nymphs
- «Shitlist» — L7
- «The Slasher» — Robert J. Walsh (The Hollywood Film Music Library)
- «Fading Away» — Jan King
- «Love Never Dies» — Traci Lords
- «Reverence» — The Jesus & Mary Chain
- «Gush Forth My Tears» — Miranda Sex Garden
- «Poison Heart» — Ramones
- «Ride On» — Lulabox